# Palosaari (ö i Finland, Norra Karelen, Pielisen Karjala, lat 63,44, long 30,06)
Palosaari är en ö i Finland. Den ligger i sjön Toivaanjärvi och i kommunen Lieksa i den ekonomiska regionen  Pielinen-Karelen  och landskapet Norra Karelen, i den östra delen av landet, 400 km nordost om huvudstaden Helsingfors. Öns area är 6,8 hektar och dess största längd är 0,6 kilometer i sydöst-nordvästlig riktning.